# Mus baoulei
Mus baoulei és una espècie de mamífer rosegador de la família dels múrids. Viu a Costa d'Ivori, Guinea i Togo. El seu hàbitat natural són les sabanes situades als marges de les selves pluvials. És una espècie en risc mínim, és a dir, no sembla que hi hagi cap amenaça significativa per a la seva supervivència. L'espècie fou anomenada en honor dels baulé.